# 요덕군
요덕군(耀德郡)은 함경남도에 있는 군으로 요덕 정치범수용소로 유명한 군이다.

## 지리
함경남도의 남서부, 사수산(1,747m)·백산(1,724m) 등 랑림산맥의 산들이 우뚝 솟아있는 내륙에 위치한다. 군 대부분이 산지이고 가장 높은 지점은 라간봉이다. 주요 강으로는 룡흥강이 있다. 전체 면적의 약 90%가 산림이다.
서쪽은 평안남도 맹산군과 신양군, 북쪽은 평안남도 대흥군, 동쪽은 정평군, 남쪽은 금야군, 고원군이다.

## 역사
1952년에 함경남도 영흥군(현재의 금야군) 요덕면, 선흥면, 횡천면을 떼어서 내왔다. 1967년에 요덕읍이 구읍리가 되었고 대평리가 요덕읍이 되었다.

## 경제
산이 많아서 농업은 거의 불가능하다. 그러나 산에 몇 개의 농장이 있고 옥수수, 콩, 기장, 밀, 보리가 재배된다.

## 교통
산지이기 때문에 철도는 연결되어 있지 않고, 도로로만 접근이 가능하였다. 하지만 평라선이 지나는 옛 수동군(당시 고원군) 관평리를 편입하여 철도가 지나게 되었으며, 관평역은 요덕역으로 개칭되었다.

## 행정 구역
1읍과 21리로 구성된다.
- 요덕읍 (耀德邑)
- 향봉리 (香峯里)
- 성리 (城里)
- 완산리 (完山里)
- 성천리 (城川里)
- 문암리 (文岩里)
- 인화리 (仁和里)
- 흥상리 (興上里)
- 인흥리 (仁興里)
- 룡평리 (龍坪里)
- 평전리 (坪田里)
- 립석리 (立石里)
- 대숙리 (大淑里)
- 구읍리 (舊邑里)
- 천흥리 (泉興里)
- 송도리 (松島里)
- 동산리 (東山里)
- 량수리 (兩水里)
- 평원리 (坪原里)
- 미삼리 (美三里)
- 운흥리 (雲興里)
- 관평리 (館坪里)

## 요덕 정치범수용소
탈북자인 김영순, 강철환 조선일보 기자 등의 증언에 의하면 요덕군에 소재한 이 수용소는 한번 들어가면 나오지 못하는 완전통제구역이 있을 정도로 악명을 떨치는 수용소로 알려져 있다. 실제로 김영순, 강철환 씨나 재일교포 전월선씨 등의 증언에 의하면 자신과 같이 수용된 친척이나 형제들은 그곳에서 옥사하거나 출소 후에 생긴 후유증으로 사망하였다고 한다. 구읍지구, 립석지구, 대숙지구, 평전지구, 룡평지구가 있다.

## 같이 보기
- 조선민주주의인민공화국의 지리
- 조선민주주의인민공화국의 행정 구역